# Canton (Connecticut)
Canton è un comune di 8.840 abitanti degli Stati Uniti d'America, situato nella Contea di Hartford nello Stato del Connecticut.